# Canton de Saint-Père-en-Retz
Le canton de Saint-Père-en-Retz est une ancienne division administrative et circonscription électorale française, située dans le département de la Loire-Atlantique (région Pays de la Loire).

## Histoire
- De 1833 à 1848, les cantons de Pornic et de Saint-Père-en-Retz avaient le même conseiller général. Le nombre de conseillers généraux était limité à 30 par département[1].

## Représentation

### Conseillers généraux de 1833 à 2015
| Période | Période          | Identité                                        | Étiquette             | Qualité |
| ------- | ---------------- | ----------------------------------------------- | --------------------- | --- |
| 1833    | 1835 (démission) | Eugène Aubinais (1800-1848)                     |                       | Médecin Maire de Saint-Père-en-Retz (1832-1837, 1848) |
| 1835    | 1839             | Pierre-Joseph Maës                              | Centre gauche         | Négociant à Nantes Député (1830-1831 et 1834-1837) |
| 1839    | 1845             | M. Guillon                                      |                       | Propriétaire, notaire, ancien maire de Pornic |
| 1845    | 1848             | Théodore Constant Leray (1795-1849)             |                       | Contre-amiral, propriétaire à Saint-Père-en-Retz Député (1836-1837, 1841-1846)                                                                                           |
| 1848    | 1852             | Auguste Bernard Deschampneufs (des Champsneufs) |                       | Docteur en médecine, maire de Frossay (1843-1851, 1860-1865), conseiller d'arrondissement                                                                                |
| 1852    | 1863 (décès)     | Baron Charles Bertrand-Geslin                   |                       | Géologue, propriétaire du château de l'Oiselinière à Gorges |
| 1864    | 1870             | Pierre Pitre-Cuissart                           |                       | Directeur d'une compagnie de bateaux à vapeur Adjoint au Maire de Nantes                                                                                                 |
| 1870    | 1871             | Justin Vallée                                   |                       | Maire de Saint-Père-en-Retz (1871-1885) |
| 1871    | 1874 (décès)     | Etienne Flandrin                                |                       | Notaire à Saint-Père-en-Retz |
| 1875    | 1901 (décès)     | Baron Henri Baillardel de Lareinty              | Droite Royaliste      | Militaire - Sénateur (1876-1901) Président du Conseil Général |
| 1901    | 1931 (décès)     | Adolphe Jollan de Clerville                     | Conservateur          | Entrepreneur Maire de Saint-Viaud (1903-1925) Président du Conseil Général (1920-1930) Propriétaire du château de la Barrière à Blain et du chalet des Forges à Paimpont |
| 1931    | 1940 (décès)     | Georges Valeix                                  | Conservateur-PSF      | Ancien avocat à la Cour d'appel de Paris Maire de Chauvé |
|         |                  |                                                 |                       | |
| 1943    | 1945             | Louis Jollan de Clerville                       |                       | Maire de Saint-Viaud Nommé conseiller départemental en 1943 |
|         |                  |                                                 |                       | |
| 1945    | 1951             | Vicomte Hervé Sioc'han de Kersabiec             | DVD                   | Officier d'artillerie, Saint-Père-en-Retz |
| 1951    | 1958             | Jean Réveillet                                  | DVD                   | Licencié en droit |
| 1958    | 1958 (décès)     | Vicomte Hervé Sioc'han de Kersabiec             | DVD                   | Officier d'artillerie, Saint-Père-en-Retz |
| 1958    | 1960 (décès)     | Jean Réveillet                                  | Ind.                  | Licencié en droit |
| 1960    | 1970             | Joseph Rouxel                                   | DVD                   | Maire de Saint-Père-en-Retz (1945-1965) |
| 1970    | 1982             | Louis Merlet                                    | DVD                   | Ancien commerçant en grain Maire de Frossay (1964-1977) |
| 1982    | 1994             | Fernand Bouchereau                              | DVD puis RPR puis DVD | Maire de Saint-Viaud (1971-2001) |
| 1994    | 2001             | Suzanne Veyrac                                  | RPR puis RPF          | Notaire - Maire de Saint-Père-en-Retz (1989-2001) |
| 2001    | 2008             | Pierre Olivier                                  | DVD                   | Agriculteur à Saint-Père-en-Retz |
| 2008    | 2015             | Chantal Leduc-Bouchaud                          | DVG                   | Orthophoniste Vice-présidente du Conseil général de la Loire-Atlantique Conseillère municipale de Saint-Père-en-Retz                                                     |

### Conseillers d'arrondissement (de 1833 à 1940)
Le canton de Saint-Père avait deux conseillers d'arrondissement jusqu'en 1926.
Il appartenait à l'arrondissement de Paimbœuf jusqu'à sa disparition en 1926.
| Période                                  | Période | Identité                                           | Étiquette    | Qualité |
| ---------------------------------------- | ------- | -------------------------------------------------- | ------------ | --- |
| 1833                                     | 1845    | Émile Ariste Léonard David                         |              | Médecin, conseiller municipal de Frossay                                                                    |
| 1833                                     | 1839    | Sébastien Jacques André Sauvaget                   |              | Juge de paix à Saint-Père-en-Retz, ancien conseiller général                                                |
| 1839                                     | 1845    | Eugène Joseph Aubinais (1800-1848)                 |              | Médecin à Saint-Père-en-Retz, ancien conseiller général                                                     |
| 1845                                     | 1848    | Anne Raoul Grout de Beaufort (1796-1866)           |              | Capitaine au long cours, propriétaire à Saint-Père-en-Retz                                                  |
| 1845                                     | 1848    | Auguste Bernard des Champsneufs (1796-1871)        |              | Médecin, maire de Frossay                                                                                   |
|                                          |         |                                                    |              | |
| av.1888                                  |         | Constant Marie François Désiré Garnier (1827-1905) |              | Propriétaire à Frossay et à Nantes                                                                          |
|                                          |         |                                                    |              | |
| janv.1912                                |         | M. Larivière                                       | Droite       | Ancien officier, propriétaire du château de la Pinelais à Saint-Père-en-Retz                                |
|                                          |         | M. Lucas                                           |              | |
|                                          |         |                                                    |              | |
| 1931                                     | 1940    | François Marie Avenard (1870-1948)                 | Conservateur | Ancien capitaine au cabotage, herbager à Frossay                                                            |
| 1940                                     |         |                                                    |              | Les conseils d'arrondissement ont été suspendus par la loi du 12 octobre 1940 et n'ont jamais été réactivés |
| Les données manquantes sont à compléter. |         |                                                    |              | |

## Composition
Les données présentées sont issues des études de l'Insee.
| Nom                            | Code Insee | Intercommunalité             | Superficie (km2) | Population (dernière pop. légale) | Densité (hab./km2) |
| ------------------------------ | ---------- | ---------------------------- | ---------------- | --------------------------------- | ------------------ |
| Saint-Père-en-Retz (chef-lieu) | 44187      | CC du Sud Estuaire           | 62,72            | 4 350 (2014)                      | 69                 |
| Chauvé                         | 44038      | CA Pornic Agglo Pays de Retz | 40,98            | 2 699 (2014)                      | 66                 |
| Frossay                        | 44061      | CC du Sud Estuaire           | 57,22            | 3 158 (2014)                      | 55                 |
| Saint-Viaud                    | 44192      | CC du Sud Estuaire           | 32,63            | 2 360 (2014)                      | 72                 |

## Démographie
| 1962  | 1968  | 1975  | 1982  | 1990  | 1999  |
| ----- | ----- | ----- | ----- | ----- | ----- |
| 7 735 | 7 515 | 7 137 | 7 752 | 8 651 | 9 092 |

| 2006   | 2007   | 2008   | 2009   | 2010   | - |
| ------ | ------ | ------ | ------ | ------ | - |
| 10 717 | 11 026 | 11 312 | 11 589 | 11 743 | - |